# Guta Kawenoki

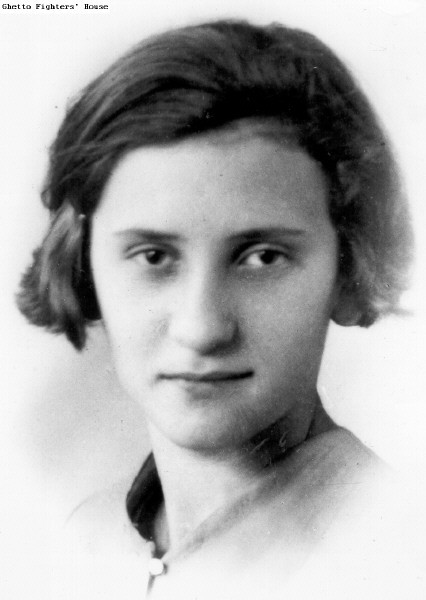
Guta Kawenoki (vor 1939)

Guta Kawenoki (jiddisch: Gitta Kwonki, hebräisch: גוטה קובנאקי; geboren 1919 in Łódź; gestorben 1944 in Warschau) war eine jüdische polnische Widerstandskämpferin im Warschauer Ghetto. Sie war Spionin, Soldatin und Schatzmeisterin bei der Jüdischen Kampforganisation (ŻOB) und kämpfte unter anderem beim Aufstand im Warschauer Ghetto. Sie starb bei einem Schusswechsel mit der Gestapo.

## Leben und Widerstandskampf
Guta wurde 1919 in Łódź in Polen geboren. Ihre Familie stammte aus Białystok in Ostpolen, der Nachname Kawenoki kommt aus dem Hebräischen. Gutas Mutter war Apothekerin, ihr Vater Textilfabrikant. Guta selbst arbeitete als zahntechnische Assistentin. In ihrer Freizeit engagierte sie sich in dem jüdisch-zionistischen Jugendverband Gordonia.
Nach dem Überfall der deutschen Wehrmacht auf Polen ging Guta Kawenoki in den Untergrund und kam 1940 nach Warschau. Dort trat sie später der Jüdischen Kampforganisation (ŻOB) bei, wo sie als Spionin, Schatzmeisterin und Soldatin diente.

Im Warschauer Ghetto nahm Kawenoki unter anderem an Partisanenaktionen der ŻOB gegen Fabrikbesitzer teil, die ihr Geld mit der Ausbeutung jüdischer Zwangsarbeiter verdienten. Diese Aktionen bestanden darin, die Verantwortlichen für die Ausbeutung oder Mitglieder ihrer Familien zu entführen und festzuhalten, um Lösegeld zu fordern. Das Geld wurde dazu verwandt, Waffen für den jüdischen Widerstand zu kaufen. Guta arbeitete dabei unter anderem als Lockvogel. Der ehemalige Partisan Jitzhak Zuckerman berichtet in seinen Memoiren über diese Aktionen: „Wir wählten ein wunderschönes, reizendes Mädchen aus, Gitta Kwonki, ein Mitglied von Gordonia, die all die Informationen nutzte (...), um durch die Blockade des Werkschutzes zu kommen ...“ 

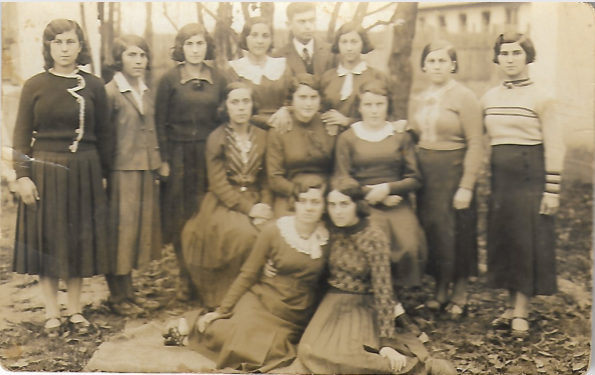
Mitglieder der jüdisch-zionistischen Jugendgruppe Gordonia zwischen 1930 und 1935 in Uhniw, Ukraine

Im Jahr 1943 nahm Guta Kawenoki am Aufstand im Warschauer Ghetto teil. Als Mitglied einer Gordonia-Kampfgruppe unter Leitung von Jakob Fajgenblatt kämpfte sie in den Fabriken der Többens-Werke, wo jüdische Zwangsarbeiter auf brutale Weise ausgebeutet wurden.
Nach der Niederschlagung des Aufstands floh Kawenoki in den „arischen“ Teil der Stadt und schloss sich mit einer Gruppe von Aufständischen den Partisanen in den Wäldern bei Wyszków an. Später kämpfte sie in der Nähe von Czerwony Bór am Fluss Narew.

## Tod
Über das Lebensende von Guta Kawenoki gibt es unterschiedliche Darstellungen: Das Haus der Ghettokämpfer in Israel und das Museum der Geschichte der Polnischen Juden schreiben, Kawenoki sei wegen einer schweren Krankheit nach Warschau zurückgekehrt. Gemeinsam mit Jakob Fajgenblatt und Zygmunt Igła von der Polnischen Heimatarmee hätten sie Unterschlupf bei einem Hausmeister in der Grzybowski-Straße gefunden. Dort habe ein Denunziant die Gruppe verraten. Bei einem Schusswechsel mit der Gestapo seien alle drei Widerstandskämpfer gestorben und der Hausmeister sei ins KZ eingeliefert worden.
Leicht abweichend davon schreibt die israelische Gedenkstätte Yad Vashem, 1944 hätten drei Widerstandskämpfer – Guta Kawenoki, Zygmunt Igła und Jakub Fajgenblat – die Wohnung von Maria Cassiano aufgesucht, um dort Waffen für den Widerstand abzuholen. Ein Verräter habe die Deutschen alarmiert, die daraufhin das Versteck stürmten. In dem folgenden Schusswechsel seien Guta Kawenoki, ihre Schwester und drei Widerstandskämpfer erschossen worden. Eine andere Quelle besagt, Kawenoki sei mit ihren Kampfgefährten in einem Wald in der Nähe von Wyszkow getötet worden.
Guta Kawenoki wurde 25 Jahre alt.

## Gedenken
Am 19. April 1948, dem fünften Jahrestag des Warschauer Ghettoaufstands, wurde Guta Kawenoki von der polnischen Regierung postum mit dem polnischen Tapferkeitskreuz (Krzyż Walecznych) ausgezeichnet.